# 东汉氏
东汉氏是以阿知使主为始祖的汉人氏族，与日本秦氏是两大渡来人氏族。古事記説他们是在应神天皇时来到日本，生活在大和国高市郡与河内國。

## 東漢氏
因阿知使主被赐姓倭汉直，因此又叫倭汉氏。因他们由百济引入手工和土木建築技艺与江南招来织匠而地位很高。在六世纪时，受苏我氏招揽。日本学者认为東汉氏是一个有很多汉人氏族的联合氏族。

## 技术引入者
他们從百济、新罗引入冶炼技术、武器、紡织新技术。

## 文人
他们在奈良时代是与東文氏、西文氏一起管理大藏省与文書編輯工作的氏族。

## 武人
他们在飞鳥时代負責苏我氏的保安工作，暗杀崇峻天皇的東汉直駒出自这氏族。平安时代初，征战虾夷人的坂上田村麻呂也是東汉氏。